# X Y e Zi
X Y e Zi (Zee and Co.) è un film del 1972 diretto da Brian G. Hutton.

## Trama
Il matrimonio di Zee e Robert Blakely è in grave difficoltà. Robert, un ricco architetto, è innamorato di Stella, una bella stilista. Ma la gentile Stella nasconde un oscuro passato, che l'astiosa Zee sfrutterà per riconquistare suo marito...